# Apadana

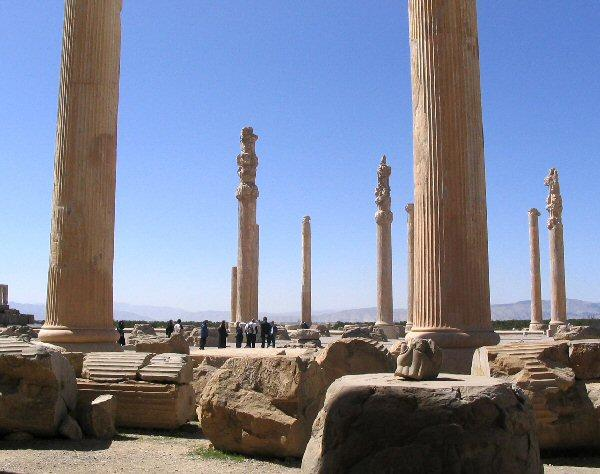
Imagen de la apadana del palacio de Persépolis.

Una apadana (en persa antiguo: 𐎠𐎱𐎭𐎠𐎴, en persa: آپادانا‎) era una sala hipóstila de audiencias en los palacios de los antiguos reyes persas. Las tres grandes apadanas persas son las de los palacios de Pasargada, Susa y Persépolis. La apadana más antigua es la de Pasa, obra de Ciro el Grande, pero quizá la más famosa es la de Persépolis, como parte del diseño original de Darío el Grande pero construida por Jerjes I. Por su parte, la del palacio de invierno de Darío I en Susa tiene una extensión aproximada de una hectárea.
Se considera que la precursora de esta estructura persa se encuentra en la disposición de los edificios de Urartu. Influyó en otras estructuras como los telesteriones griegos.

## Etimología
La palabra, apadāna se ha comparado con el sánscrito āpādana (आपादन), que significa “legar”, y también con el sánscrito apa-dhā (अपधा), que significa “escondite”, y el griego apo-thēkē (en griego antiguo: αποθήκη), que significa “almacén”. La palabra sobrevivió en épocas posteriores en Irán, como 'pdn(y) o 'pdnk(y) “palacio” parto, y fuera de Irán aún sobrevive en varios idiomas como préstamos (entre ellos el árabe فَدَن,  transliteración: fadan) para “palacio” y el armenio aparan-kʿ para “palacio”).

## Descripción
La apadana de Persépolis tiene 12 000 metros cuadrados. Setenta y dos columnas sostenían la techumbre, cada una de ellas con una altura de 20 metros. Quedó destruida en el año 331 a. C. por el ejército de Alejandro Magno, que dejó en pie solo una columna. La piedra de las columnas se usó como material de construcción para asentamientos cercanos, pero después de obras de reconstrucción llevadas a cabo en el siglo XX, catorce están nuevamente en pie. A esta sala se entra por dos escaleras monumentales, al norte y al este. Están decoradas con relieves, mostrando a los delegados de las 23 naciones sometidas al Imperio persa pagando tributo a Darío I, que está representado en el centro, sentado. Los diversos delegados están representados con gran detalle, lo que permite conocer la vestimenta y el equipamiento de los diversos pueblos de Persia en el siglo V a. C. Hay inscripciones en persa antiguo y elamita.
Como término arquitectónico y arqueológico moderno, la palabra apadana también se utiliza para referirse a las salas hipóstilas urartias, como las excavadas en Altıntepe y Erebuni. Estas salas son anteriores a las de Persia, y se ha propuesto que Urartu podría ser el origen estilístico de las posteriores salas de audiencias hipóstilas persas.